# O.D. Krook

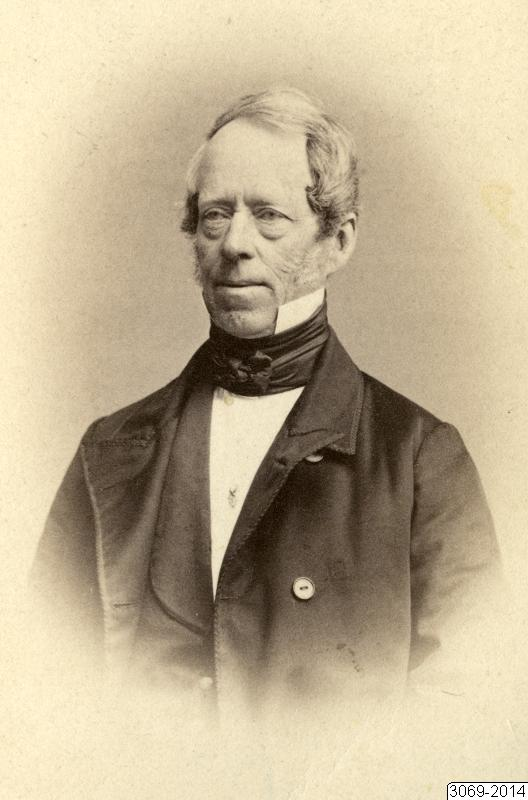
O.D. Krook.

Otto Daniel Krook, född 9 augusti 1801, i Kvidinge socken, död 22 november 1873, var en svensk handelsman och donator .
I vuxen ålder etablerade han sig tillsammans med köpmannen Johannes Hallberg firman Krook & Hallberg. Senare hade Krook ett grosshandlarhus i eget namn i Helsingborg. Han var också en av grundarna av Helsingborgs Sparbank 1838.
1850 drog han sig tillbaka från sin affärsverksamhet och flyttade till sommarstället vid Gåsebäck. Senare lät han bygga ett stort hus i dansk-nederländsk stil som kom att kallas Gåsebäcks slott. Arkitekt var dansken Ferdinand Meldahl. Ett barnhem byggdes på ägorna och en park anlades där Krook och hans hustru Euphrosyne ligger begravda. O.D. Krook avled 22 november 1873. Byggnaden revs 1964.

## Donationer
O.D. Krook donerade 1873 totalt 100 000 riksdaler till Malmöhus och Kristianstads landsting för köp och plantering av skogsmark.
Ändamålet har varit att bedriva ett uthålligt skogsbruk. På senare år har donationerna anpassats till naturvård, kulturminnesvård och strövområden.
Stiftelsen O D Krooks donation äger 2022, 6 307 hektar i Skåne län.

### Före 1997
Stiftelsen O.D. Krooks donation i Malmöhus län omfattar en markareal om 3 037 hektar varav 2 000 hektar strövområden (Snogeholms strövområde, Klåveröd, del av Fulltofta naturreservat.
Stiftelsen O.D. Krooks donation i Kristianstads län omfattar 3 270 hektar, varav 750 hektar strövområden (Djurholmen, Vedema, Vedby, Möllerödssjö och Grytåsa strövområde.